# Aniversário do Tatu
Aniversário do Tatu é o álbum de estreia da dupla brasileira Sandy & Junior, lançado em junho de 1991, através da PolyGram (atual Universal Music). O álbum, produzido pelo pai da dupla, o cantor Xororó, tem como gênero musical predominante o sertanejo.
O lançamento oficial ocorreu no programa Domingão do Faustão, da TV Globo. A faixa-título aborda, com humor, as relações sociais entre os animais da floresta, enquanto as outras canções exploram temas variados, como harmonia com a natureza, ensinamentos da vida no campo e relacionamentos.
Para promovê-lo, "Aniversário do Tatu" foi lançada como primeiro single em 2 de junho de 1991. O segundo single, "Maria Chiquinha", uma releitura da canção lançada originalmente por Sônia Mamede e Evaldo Gouveia, em 1961, foi lançado em 10 de novembro do mesmo ano. 
A Associação Brasileira dos Produtores de Discos (atual Pro-Música Brasil) o certificou com um disco de ouro e estima-se que mais de 300 mil cópias foram vendidas no Brasil.

## Antecedentes e produção
Sandy e Junior ganharam projeção nacional no final de 1989, após uma apresentação de "Maria Chiquinha" no programa Som Brasil, da TV Globo, que rendeu a eles diversas propostas de gravadoras e empresários. Os irmãos foram convidados pela gravadora PolyGram a assinar um contrato, dando início à trajetória profissional.
As gravações iniciaram-se em 1990, e sua sonoridade foi influenciada pelo pai da dupla, o cantor sertanejo Xororó, que o produziu e também assina diversas das composições presentes; sendo algumas em parceria com a empresária e produtora Noely Pereira, sua esposa e mãe dos cantores.
Além do sertanejo, há influências de rock, balada, country e até um repente nordestino. De acordo com o jornal O Pioneiro, os temas giram em torno do universo infantil, como a faixa "Eu Não Tenho Tamanho" que trata da problemática "falta de tamanho que, às vezes, atrapalha no namoro com as menininhas, no chute na bola e outros". A Folha de S. Paulo o comparou à canções do então grupo infantil Trem da Alegria e da cantora e apresentadora Xuxa, enquanto descreveu a regravação de "Maria Chiquinha" como o "extremo sertanejo" e chamou "O Presentinho" e "Eu Não Tenho Tamanho" de "baladas açucaradas".

## Lançamento e recepção
O lançamento ocorreu em junho de 1991, quando Sandy e Junior tinham oito e sete anos de idade, respectivamente. A divulgação inicial do álbum se deu em programas de televisão como Domingão do Faustão, Hebe, Milk Shake e Xou da Xuxa.
A Folha de S. Paulo comentou sobre a estreia do duo: "Com temas que falam de amor e da natureza, as 11 faixas do disco tem todos os ingredientes para o sucesso instantâneo. A receita é infalível, Sandy é linda, canta e dança bem, e parece ter nascido para o palco. É ela que sustenta o pique da dupla, já que o irmão, Junior, ainda é muito criança e não tem a mesma desenvoltura".
No mesmo ano do lançamento, ganhou disco de ouro pelas mais de 100 mil cópias vendidas. Segundo a revista Época, vendeu 230 mil cópias, enquanto a Quem afirma que chegou à marca de 300 mil cópias vendidas.

## Lista de faixas
Créditos adaptados do encarte do CD Aniversário do Tatu, de 1991.
| N.º            | Título                             | Compositor(es)                     | Duração |  |
| 1.             | "Aniversário do Tatu"              | Gastão Lamounier Carlos Colla      | 3;42    |  |
| 2.             | "Casamento Natural" (part. Xororó) | Fátima Leão                        | 3:49    |  |
| 3.             | "Bicho Preguiça"                   | Xororó César Augusto César Rossini | 2:53    |  |
| 4.             | "Eu Não Tenho Tamanho"             | Xororó Noely                       | 2:13    |  |
| 5.             | "A Horta"                          | Colla                              | 2:01    |  |
| 6.             | "Charada (Mano a Mano)"            | Xororó Noely                       | 2:24    |  |
| 7.             | "O Presentinho"                    | Xororó Carlos Cezar                | 4:06    |  |
| 8.             | "O Vira-Lata"                      | Xororó Sapo                        | 2:45    |  |
| 9.             | "Lambamania"                       | Xororó Noely                       | 2:34    |  |
| 10.            | "Fazenda Chico Bento"              | Xororó Colla                       | 2:50    |  |
| 11.            | "Maria Chiquinha"                  | Geysa Bôscoli Guilherme Figueiredo | 3:50    |  |
| Duração total: | Duração total:                     | Duração total:                     | 33:20   |  |

## Ficha técnica
Fonte:
| - Direção Artística: Mayrton Bahia - Produzido por Xororó - Assistente de Produção: Noely - Arranjos: Julinho Teixeira - Técnicos de Gravação: Estúdio MM (Campinas) - André - Mais e Maurício - Estúdio Caverna (RJ) - Julinho - Teixeira e Renato Ladeira - Estúdio PolyGram (RJ) - Julinho e Luiz Cláudio Coutinho - Técnico de Mixagem: Luiz Paulo (Estúdio Mosh - SP) - Montagem: Antonio Barrozo - Músicos participantes: - Arranjo: Julinho Teixeira - Baixo: Roberto Lly e Tuca - Teclados: Renato Ladeira e Julinho Teixeira | - Violão, Guitarra e Viola: Paulo Coelho - Violão na faixa "Aniversário do Tatu": Xororó - Bateria: Jurim - Baixos: Lucas e Tuca - Banjo, Violão, Gaita, Rabeca, Mandolim: - Sergio Carrer (Feio) - Coro: Xororó e Noely - Percussão: Barney CAPA - Coordenação Gráfica: Arthur Fróes - Arte: Vanessa Duran Stepanenko - Foto: Aki Morechita - Ilustração da Capa: Mário |

## Certificação e vendas
| Região                     | Certificação | Vendas  |
| -------------------------- | ------------ | ------- |
| Brasil (Pro-Música Brasil) | Ouro         | 300,000 |